# Marcus Aurelius Carus
Carus (Latijn: Marcus Aurelius Carus Augustus; C. 224 - juli of augustus 283), was een Romeinse keizer van 282 tot 283. Tijdens zijn korte heerschappij vocht Carus met succes tegen de Germaanse stammen en Sarmaten langs de Donau-grens. Tijdens zijn campagne tegen het Sassanidische Rijk plunderde hij hun hoofdstad Ctesiphon, maar stierf kort daarna. Hij werd opgevolgd door zijn zonen Carinus en Numerianus; zo creëerde hij een dynastie die, alhoewel van korte duur, verdere stabiliteit toekende aan een weer oplevend rijk.

## Biografie
Carus, wiens naam voor de toetreding Marcus Numerius Carus geweest kan zijn, werd waarschijnlijk geboren in Narbonne in Gallië, maar werd onderwezen in Rome. Hij was een senator en had diverse burgerlijke en militaire posten ingevuld voordat hij werd benoemd tot prefect van de pretoriaanse garde door keizer Probus in 282. Na de moord op Probus in Sirmium werd Carus uitgeroepen tot keizer door de soldaten. Hoewel Carus de dood van Probus zwaar had gewroken, was hij zelf vermoedelijk medeplichtig aan de daad. Het lijkt er niet op dat hij terug naar Rome ging na zijn toetreding, maar stelde zichzelf tevreden met een aankondiging van het feit aan de Senaat.
Hij schonk de titel van Caesar aan zijn zonen Carinus en Numerianus en gaf Carinus de leiding over het westerse gedeelte van het rijk, en nam Numerianus met zich mee op de expeditie tegen de Perzen die beoogd werd door Probus. Carus versloeg de Quaden en de Sarmaten op de Donau, waarvoor hij de titel Germanicus Maximus kreeg, en ging voort naar Thracië en Klein-Azië, annexeerde Mesopotamië, ging door tot Seleucia en Ctesiphon, en marcheerde zijn soldaten tot over de Tigris. De Sassanidische koning Bahram II, die beperkt was door interne oppositie, kon niet effectief zijn grondgebied verdedigen. Voor zijn overwinningen, die alle vorige nederlagen die geleden waren door de Romeinen tegen de Sassaniden gewroken hadden, verkreeg Carus de titel van Persicus Maximus.
Carus' verwachtingen van verdere veroveringen werden ingekort door zijn dood. Op een dag, na een hevige storm, werd er bekendgemaakt dat hij dood was. Zijn dood werd afwisselend toegeschreven aan ziekte, de effecten van bliksem of een wonde die hij had opgelopen in een campagne tegen de Perzen. De feiten dat hij een zegevierende campagne aan het leiden was, en dat zijn zoon Numerianus hem opvolgde zonder oppositie, suggereren dat zijn dood misschien wel het gevolg was van natuurlijke oorzaken.